# 蒙图贝卡里亚
蒙图贝卡里亚（義大利語：Montù Beccaria），是意大利帕维亚省的一个市镇。总面积15.6平方公里，人口1746人，人口密度111.9人/平方公里（2009年）。国家统计（ISTAT）代码为018100。